# Малая Зятица
Малая Зятица (бел. Малая Зяціца) — деревня в Мстиславском районе Могилёвской области Белоруссии. Входит в состав Красногорского сельсовета.

## География
Деревня находится в северо-восточной части Могилёвской области, в пределах Оршанско-Могилёвской равнины, вблизи государственной границы с Российской Федерацией, на левом берегу реки Молотовни, на расстоянии примерно 6 километров (по прямой) к юго-востоку от Мстиславля, административного центра района. Абсолютная высота — 194 метра над уровнем моря. Через населённый пункт проходит республиканская автодорога Р15.

## История
В конце XVIII века деревня входила в состав Мстиславского воеводства Великого княжества Литовского.
Согласно «Списку населенных мест Могилёвской губернии» 1910 года издания, населённый пункт входил в состав Зятицкого сельского общества Казимирово-Слободской волости Мстиславского уезда Могилёвской губернии. В деревне имелся 21 двор и проживало 146 человек (77 мужчин и 69 женщин).

## Население
По данным переписи 2009 года, в деревне проживало 10 человек.